# Play It Again (Becky G)
Play It Again è l'extended play di debutto della cantante statunitense Becky G, pubblicato per il download digitale il 13 luglio 2013 dalla Kemosabe Records.
È stato preceduto dal singolo Play It Again, pubblicato all'inizio del 2013. Il terzo singolo, Can't Get Enough, è stato pubblicato nel 2014 e vede la collaborazione del rapper statunitense Pitbull.
L'EP è stato registrato a Los Angeles durante il 2012 e 2013. Il produttore esecutivo, Dr. Luke, ha collaborato per la produzione e la scrittura delle canzoni con Max Martin, Will.i.am, Pitbull, The Jam e The Cataracs.

## Tracce
1. Play It Again – 3:14 (Rebecca Marie Gomez, Lukasz Gottwald, Niles Hollowell-Dhar, Karl Sandberg, Henry Walter, Joshua Coleman)
2. Can't Get Enough (feat. Pitbull) – 3:47 (Rebecca Marie Gomez, Lukasz Gottwald, Niles Hollowell-Dhar, Karl Sandberg, Armando Perez, Tzvetin Toborov, Gregor van Offeren, Urales Vargas, Henry Walter)
3. Built for This – 3:09 (Rebecca Marie Gomez, Lukasz Gottwald, Niles  Hollowell-Dhar, Henry Walter)
4. Zoomin' Zoomin' – 3:24 (Rebecca Marie Gomez, William Adams, Lukasz Gottwald, Mathieu Jomphe-Lepine, Henry Walter)
5. Lovin' What You Do – 3:40 (Rebecca Marie Gomez, Lukasz Gottwald, Michael Mani Jordan Omley, Henry Walter)